# Afrikan Spir

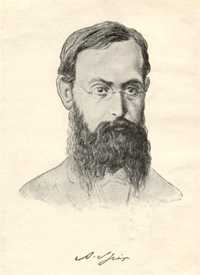
Afrikan Spir. Efter ett fotografi från 1887.

Afrikan Aleksandrovitj Spir (ryska: Африкан Александрович Спир), född 10 november 1837 i Jelizavetgrad, Guvernementet Cherson, Nya Ryssland, Kejsardömet Ryssland, nuvarande Ukraina, död 26 mars 1890 i Genève, var en rysk nykantiansk filosof. 
Afrikan Spir var först officer, och detog i Krimkriget i samma bastion som Leo Tolstoj. Han levde sedan som privatlärd i Tyskland och Schweiz. Spir är som tänkare påverkad av Spinoza, Kant och de engelska empiristerna. Hans allmänna ståndpunkt är agnostisk. Erfarenheten överensstämmer inte med identitetslagen, och verkligheten kan därför inte begripas. Vårt tänkande måste antaga något obetingat. Detta finns inte i världen, utan är Gud. Denne är inte världens grund, ty i världen finns mycket abnormt som strider mot idealen. Varifrån detta sistnämnda kommit är omöjligt att förstå. Men människans uppgift är att förverkliga det normala som för oss uppenbarar sig i poesin, moralen och religiositeten. 
Spirs huvudarbete är Denken und wirklichkeit (1873). Standardbiografin är skriven av hans dotter, Helene Claparéde-Spir (1908). Spir var tämligen okänd under sin levnad, men hans skrifter influerade Friedrich Nietzsche. Lev Tolstoj översatte hans verk till ryska och utgav dem i Ryssland.